# Saranyu Winaipanit
Sarunyu Winaipanit (tiếng Thái: ศรัณยู วินัยพานิช, phiên âm: Sa-ran-du Vi-nai-ba-nít, sinh ngày 12 tháng 09 năm 1984) còn có nghệ danh là Ice (ไอซ์), là một ca sĩ và diễn viên người Thái Lan.

## Tiểu sử
Sarunyu Winaipanit sinh ngày 12 tháng 09 năm 1984. Gia đình xuất thân là giáo viên. Anh tốt nghiệp trường Đại học Srinakharinwirot, cử nhân nghệ thuật.
Thử sức với một trong những cuộc thi tìm kiếm tài năng âm nhạc đầu tiên ở Thái Lan - First Stage Show, Ice đã đánh bại cả loạt đối thủ mạnh để ẵm về nhà giải thưởng Champ of the Year 2003. Thành công bước đầu này chính là bệ phóng cho sự nghiệp ca hát của Ice sau này. Ca khúc đầu tay của anh, Kon Mun Ruk, nằm trong album First Stage Project 1 vừa ra lò đã trở thành một hit lớn.
Đến năm 2006, Ice chính thức phát hành solo album đầu tiên mang tên Ice Sarunyu. Single mở hàng Kon Jai Ngaai gây sốt trên cả nước, trở thành một hiện tượng âm nhạc ở Thái. Một năm sau, anh phát hành album thứ hai Party on Ice, sau ICE Kool Hits năm 2008.
Ice hợp tác với Palitchoke Ayanaputra (Peck) và Pongsak Rattanapong (Aof), dưới tên PECK AOF ICE, ra album tựa Together, cùng với đĩa đơn "Kae Kon Toh Pid" and "Narak Na LOVE".
Album ra mắt 2012 làรักกันนะ (Rak Kan Na) in 2012. Ice còn thử sức lĩnh vực đóng phim, cùng với Ice thể hiện khá nhiều ca khúc nhạc phim nổi tiếng như phim Tình yêu duy nhất, Ngược dòng thời gian để yêu anh (73 triệu lượt xem Youtube), Hương hoa đạt phước của Channel 3.

## Sự nghiệp ca hát

### Album phòng thu
- 2006 – ICE Sarunyu
- 2007 – Party on ICE
- 2008 – ICE WITH U
- 2009 – Music Box ICE Defender
- 2010 – ICE Festa
- 2012 – Rak Kan Na (รักกันนะ)

### Single
- Wanna be owned (2013)
- Miss You (2014)
- Don't Care (2018)
- Late Late Duc (2019)

### Album đặc biệt
- First stage Project 1 album, `` Kon Man Rak ''
- Album First stage Project 2 songs tell me.
- Music Box ICE DefenderSleepless Society album 1 song Two pillows and a lonely heart
- The album One Man Story 2 songs I put on music and raving.
- Album of the Left: the The Celebration A Álbum 25 years Forensics Hornak music that I love. And songs every minute for you
- Album THE LOST LOVE SONGS songs disappear. Music just eye contact
- Album Together - Peg-Off-Ice
- Album Jump & Play, too cute songs and anything for you.
- Album ICE 10 years, people love music, heart is not bad... Can't do it.

### Album Nhật
- THAI MUSIC DVD (MOS-ICE-PECK 15Films)
- 日本 (ICE)
- セ カ ン ド ・ ア ル バ ム 『パ ー テ ィ ー オ ン ア イ ス (party on ice)
- 踊 ろ う よ 』マ キ シ シ ン グ ル (Special Album)
- BEAT ☆ BANG !! BANG !! (with Shion and Nawii)

### Ca khúc ủng hộ dự án
- Single request song In the campaign Receive a drink-free sister by SSS.
- Song SWU Song for Public Relations, Srinakharinwirot University In collaboration with Gift Bazaar Girlyberry, the Neko Jump User, nuclear G20, pin Preston manat, Toey Jarin blessing, Nuuk New AF6, arm Rookie Division the BB, Air Savings Mint replied Discovery cheesecake, and ACC. The Star 4

### OST
- The same song from the play, your father and my mother
- Music wheel Lotus plays Lotus wheel.
- Music heart bruised performing Lotus wheel.
- Music, love at first sight drama -law country.
- The song Perhaps Love (Thai version) is composed of the Korean drama series Princess Hours, the princess mess with the cold prince (Featuring Rose Sirintip).
- The song, however, I love you, is composed of Tee Song family.
- เหงาตั้งแต่เขาเข้ามา - OST Love Balloon (Original Bird Thongchai) (GMMTV)
- Music Box ICE DefenderAny song for you Cartoon assembly A handsome superhero can help.
- อยากหายใจ / Yahk Hai Jai - OST Manee Sawat (GMM Grammy)
- หัวใจให้เธอ (Hua Jai Hai Tur) - OST Saung Hua Jai Nee Peua Tur / Tình yêu duy nhất (CH3 Chandelier Music)
- กรุณามารบกวน (Garoonah Mah Rop Guan) - OST U-Prince Series: Single Lawyer (GMMTV)
- ตรงนี้…ที่หัวใจ (Dtrong Nee Tee Hua Jai) - OST Niao Hua Jai Soot Gai Bpeun / Sứ mệnh tình yêu: Thử thách quyết định (CH7HD)
- บุพเพสันนิวาส (Bpoop Phaeh Saniwaat) - OST Bpoop Phaeh Saniwaat / Ngược dòng thời gian để yêu anh (CH3 Chandelier Music)
- ต้องมนต์ (Dtaung Mon My Baby) - OST Chua Mong Tong Mon / Khoảnh khắc nhiệm màu (CH3 Chandelier Music)
- สัญญากาสะลอง (Sunyah Kasalong) - OST Klin Kasalong / Hương hoa đạt phước (CH3 Chandelier Music)
- ไม่มีวันไหนไม่รัก (Mai Mee Wun Nai Mai Ruk) - OST Tonhon Chonlatee (GMMTV)
- ความรู้สึกไม่โกหก (Kwahm Roo Seuk Mai Goh Hok) - OST Talay Luang / Biển tình dậy sóng (Musiccreamgmm/CH7HD)
- สุดเกลียดสุดรัก (Soot Gliet Soot Ruk) - OST Mia Jum Pen / Cô vợ bắt buộc (CH3 Chandelier Music)
- แอบหลงรัก (Aeb Lung Ruk) - OST Secret Crush On You (Idol Factory Official)

### Concert
- Invited in The Show Must Go on by Golf-Mike & Friends concert
- Invited at Jennifer Kim 's Snow Kim concert
- Invited in the 25th anniversary of the concert, Nitipong Krunak
- Performed at the Asia Music Festival in South Korea in 2007 and 2008.
- Green Concert No. 10 Green Concert # 10 The Lost Love Songs 2007
- Concert Peck, Aof to Ice: the We Are of One (together with Pekka production luck and Aof Pongsak).
- Unity concert with ice, Variety Life, Concert by Ice Saranyu, his first solo concert The special guests were Rose Sirintip, Golf-Mike, Patcharasri Benjamas, Savika Chaidej, Yatthip Ratchapal, Phatthasaya Krua Suwannasiri and Panwad Hemmanee.
- Performs a concert at the Thai Festival in Japan, Nagoya
- Bam's Love Song concert by performing with each other the eye, Aof Pongsak, Bow Sunita, Saowalak, Nicole Theriault and that Thanakrit.
- Invited in the concert M-150 Presents x2 Luk Thung Super Show 2012
- Invited in the Tukki concert, Pluak style concert 2012
- Invited in a concert Maliwan and Charas Because there is her concert in 2012
- Concerts Five Live Enter10 Concert: Five Live Let's live for 10 years (alongside crumbling Sukrit Wisedkaew, Lyrics, dance, Potato, David Archuleta, Lula, King, like Pratt, Rut. Suparut, Kamwichayanee, Dome Jaruwat, Tanatat Chaiyaat, Han Isariya, The Mousses, Pop Pongkool, Nam Chachiranath, Nathapanayangkul, Clash)
- Green Concert No. 19 Green Concert # 19 The Lost Love Songs To Be Continued Hundreds of love songs that come back in 2016.
- Invited in the 2017 J-DNA ConcertMusic Box ICE Defender
- Show OPPO Presents The Mask Concert 3, Cross-Strain War 2018 (Squirrel Mask  performed with Black Crow Mask (Eh Jirakorn), Season 2 Champion, Sumo Mask (Lydia Sarunrat), Oyster mask (Om cocktail) and season 3 champion, green tea worm mask, season 3 runner-up, shame mask (Atom Chanakan), apple mask (Oat Pramote), red crow mask (Tar Mister Team), Diamond Crown Mask (Chumwichayanee), Black Elephant Mask (Gun Napat), Moon Mask (Qwong Flure), Doll Mask (Kanomjean Kunmat) and National Husband Mask (Kan Kantathavorn)
- MY BOYFRIENDS CONCERT: 70 YEARS OCEAN LIFE Thai Samut Rak is the Power of Life and NEXT COMPANY 2019 Tui Teerapat Sajakul, Boy Peacemaker, Tom Isara, Aof Pongsak Rattanapong, Napat Injaiuea, Toni Rakkaen, JJ Kritsanaphum, Nont Tanont, Thanapat Kawila và Pachara Chirathivat

### Concert ngoài nước
- 2007 Japan concert tour
- 2008 US tour
- Thailand artist representative for Asia song music featival 2008
- 2009 Tour of 9 European countries such as Denmark, Switzerland, Sweden, France etc.

### Giải thưởng
- Winner of MC Search 2002
- Champ of The Year First Stage Show 2003
- Virgin HitZ Awards Popular Vote Male Artist 2006 (Popular Male Artist of the Year)
- Album highest sales in 2006 from the National Innovation Agency. Ministry of Science and Technology
- Good People Award Srinakarin Outstanding alumni from Srinakharinwirot University
- Youth Anti-Drug Award from the Office of the Narcotics Control Commission Ministry of Justice 2007
- Filial piety award 2008 on Mother's Day Of the Social Welfare Council of Thailand under the Royal Patronage
- 2006 ASIAN BOY of Josei Jishin Japan Book: No.1 Successful Foreign Singer Award in Japan
- THE BEST ASIAN ARTIST AWARD, Asia Song Music Festival 2008, Korea
- The 33rd Golden Television Awards 2018 for Outstanding Drama Music Award, including Buppesannivat Song From the drama Buphonniwat, sung by Sarunyu Winaipanich, Thai Color Television Channel 3
- MThai Top Talk-About 2019 Award for the most talked about song (Top Talk-About Song) is Buphonniwat by artist Ice Sarunyawinaipanich.
- 10th Nataraj Award 2018 Best Musical Award: Buphaphonniwat sung by Ice Sarunyu Winai Phanich from the drama Buphaphonniwat. Broadcast on Thai Television Channel 3

## Phim tham gia

### Phim truyền hình
| Năm  | Tựa                                                               | Đài    | Vai                      |
| ---- | ----------------------------------------------------------------- | ------ | ------------------------ |
| 2005 | Por Kae Gup Mae Chun                                              | CH3    | Tik                      |
| 2006 | Duay Rang Hang Ruk                                                | CH7    | Sirayut                  |
| 2007 | Gong Jak Lai Dok Bua                                              | CH3    | Prasopchai / "Chai"      |
| 2016 | Bua Laeng Nam                                                     | PPTV   | Lersun                   |
| 2017 | A Love to Kill (phiên bản Thái) Nơi nào anh có em                 | OneHD  | Metha Adulchai (Mek)     |
| 2017 | Sanaeha Diary Series: Saeb Sanaeha Nhật ký kẻ trộm tình: Đùa tình | OneHD  | Jomthup Sirinthada (Jom) |
| 2018 | Khun Ya Dot Com                                                   | True4u | Wichan                   |
|      | Patiharn Karn Welah                                               | PPTV   |                          |

### Drama Series
| Năm  | Tựa                  | Đài | Vai         |
| ---- | -------------------- | --- | ----------- |
| 2011 | Nong Mai Rai Borisut | CH3 | (khách mời) |

### Sitcom
| Năm  | Tựa                      | Đài   | Vai              |
| ---- | ------------------------ | ----- | ---------------- |
| 2010 | Wongkhumlao The Series   | CH9   | Ice (khách mời)  |
| 2018 | Bang Rak Soi 9/1 (ep.15) | OneHD | Jeng (khách mời) |

### Nhạc kịch
| Năm       | Tựa                     | Địa điểm                     | Vai |
| --------- | ----------------------- | ---------------------------- | --- |
| 2014 2017 | Four Reigns the Musical | Muangthai Rachadalai Theater | Un  |

## Chương trình
| Năm  | Tựa                                     | Vai trò                                                                    |
| ---- | --------------------------------------- | -------------------------------------------------------------------------- |
| 2020 | The Mask Temple Fair                    | [Panelist] Regular Member                                                  |
| 2019 | The Mask Thai Literature                | [Panelist] Regular Member                                                  |
| 2018 | I Can See Your Voice Thailand: Season 3 | SING-vestigator (Ep. 10, 20, 23, 31, 34, 41, 42, 45, 46, 50, 54, 72, Guest |
| 2018 | The Mask Line Thai                      | [Panelist] Regular Member                                                  |
| 2017 | I Can See Your Voice Thailand: Season 2 | SING-vestigator (Ep. 38, 62, 63) Guest                                     |
| 2016 | I Can See Your Voice Thailand: Season 1 | (Ep. 1, 30) Guest                                                          |